# Oskars Bergmanis
Oskars Bergmanis  (* 14. März 1994) ist ein lettischer Unihockeyspieler, der beim Nationalliga-A-Verein Unihockey Tigers Langnau unter Vertrag steht.

## Karriere
2022 stiess Bergmanis mit einer Doppellizenz zum Nationalliga-A-Verein Unihockey Tigers Langnau.